# Hôtel Attraction
L’Hôtel Attraction (en espagnol Hotel Atracción) est un projet non réalisé de l'architecte catalan Gaudi. Il s'agissait de construire un gigantesque hôtel au cœur de Manhattan, selon toute probabilité à l'emplacement même du futur World Trade Center. Ce palace se serait organisé autour d'une flèche principale, elle-même entourée de tours secondaires, afin d'accueillir une large gamme d'activités allant du musée aux salles de spectacle en passant, bien sûr, par l’hôtel à proprement parler.

## Histoire
L'idée de cette construction est née en mai 1908, lorsque deux patrons américains, en visite à Barcelone, ont commandé à Gaudi un grand projet pour la ville de New York. Ces visiteurs venus des États-Unis sont toujours inconnus, même si William Gibbs McAdoo, à l'époque dirigeant d'une entreprise de chemins de fer, aurait pu être l'un d'eux. Paul Laffoley, un artiste et architecte de Cambridge a suggéré que les commanditaires auraient pu être de simples spéculateurs ne possédant même pas le terrain sur lequel l’hôtel serait construit. Toujours est-il que Gaudi a travaillé sur ce projet de 1908 à 1911, en élaborant un monument qui, s'il avait été construit, aurait été le plus grand gratte-ciel du monde, dépassant largement tous les buildings de New York avec ses 360 mètres de haut. Du fait notamment de l'incendie de l'atelier et des dossiers de Gaudi lors de la Guerre d'Espagne, ce programme colossal resta dans l'ombre jusqu'à ce que Joan Matamala, qui aurait assisté Gaudi en 1908, transmette à Joan Bassegoda i Nonell, grand spécialiste de l'architecte catalan, des croquis de l'Hôtel Attraction. Matamala a aussi publié en 1956 une courte monographie décrivant le projet et comportant des dessins réalisés notamment à partir de ses souvenirs d'adolescent. Au vu de la diffusion soudaine de ces plans et de ces informations, certains experts ont pu accuser Matamala d'avoir inventé et orchestré ces révélations. Toutefois, l'architecte mexicain Marcos Mejía López a pu contribuer à lever ces doutes en mettant en avant des similitudes stylistiques et architecturales entre l'Hôtel Attraction et d'autres œuvres de Gaudi. Il a ainsi comparé le projet new-yorkais à la façade de la Casa Mila ou encore à la Crypte de la Colonie Güell. Dans le même ordre d'idées, Joan Bassegoda a pu affirmer que « depuis 40 ans que j'ai étudié les œuvres de Gaudi, je suis sûr que les dessins sont authentiques »,.
L'Hôtel Attraction tel qu'il était conçu par Gaudi, aurait dû être plus qu'un simple palace : il aurait intégré en son sein des restaurants, des espaces culturels et de loisirs, ainsi que des appartements. Son ampleur a pu contribuer à l'échec du projet qui représentait un investissement considérable : le temps de construction avait été évalué à 7 ou 8 ans tandis que dans le même temps Gaudi travaillait sur plusieurs autres projets comme la Sagrada Familia, la Casa Mila ou encore le Parc Güell, qu'il aurait dû quitter pour superviser les travaux de New York. En outre, en 1911 l'architecte devait se rétablir d'une fièvre de Malte qui avait considérablement diminué sa santé.
Le projet de l'Hôtel Attraction qui avait donc été abandonné dès 1911 par Gaudi fut remis au goût du jour lors du concours d'architecture pour la reconstruction du World Trade Center. En effet, un groupe d'historiens et d'architectes férus du travail de Gaudi ont proposé de finir le projet du catalan en construisant, plus de 75 ans après sa mort, l'Hôtel Attraction. Il semblerait d'ailleurs qu'originellement le palace aurait dû se situer à l'emplacement des futurs Twins Towers. Cependant d'autres hypothèses existent, qui affirment, par exemple, que l'hôtel de Gaudi aurait dû être construit en dehors de Manhattan parmi des jardins. Malgré cela, les partisans de ce projet, notamment l'architecte américain Paul Laffoley, fervent militant de cette solution, avançait comme argument phare que « cela fait 77 ans que Gaudi est mort – beaucoup des autres propositions relèvent littéralement de l'autosatisfaction », en rappelant ainsi que les autres candidats en lice, tels que les architectes reconnus Norman Foster ou Richard Meier, étaient moins à même de faire l'unanimité qu'un projet aussi ancien que l'Hôtel Attraction conçu par un architecte aussi salué que Gaudi. Paul Laffoley, toujours, voulait aussi répondre aux éventuelles interrogations sur l'aspect moderniste du bâtiment en disant « rappelez vous que les habitants de Bilbao ont aimé la forme futuriste du Musée Guggenheim de Frank Gehry », il insistera en affirmant que si « la Sagrada Familia est devenue le symbole de Barcelone, Gaudi voulait que son hôtel devienne le symbole de New-York ». Malgré tous ses arguments et de nombreux soutiens, le projet de l'architecte Daniel Libeskind a été préféré à celui de Gaudi pour la reconstruction du World Trade Center.

## Description
Grâce aux croquis laissés par Gaudi et aux informations fournies par Matamala, nous pouvons nous faire une idée de ce à quoi aurait dû ressembler l'Hôtel Attraction, une fois construit. Ce dernier aurait été le plus grand gratte-ciel du monde, avec ses 360 mètres, atteints par l'étoile de tuiles et de marbre polychrome, qui surmontait une tour centrale de 320 mètres. Les plans montrent une flèche principale autour de laquelle gravitent onze tours, plus petites et de profil parabolique. De même que l'étoile, les structures de béton armé et d'acier du bâtiment auraient été recouvertes de marbre polychrome et auraient ressemblé en partie à l'extérieur de la Casa Mila, c'est-à-dire à une mosaïque bigarrée. En tout, la construction devait couvrir une superficie de 115 mètres sur 140 mètres.
L'hôtel aurait comporté cinq étages souterrains pour les services, les entrepôts ou les cuisines. Outre une gigantesque salle de réception de 17 mètres de haut en guise de rez-de-chaussée, la tour centrale aurait été dotée de cinq salles toutes consacrées à la représentation d'un continent (chacune pouvant contenir 400 personnes). Il était aussi prévu qu'une salle de réception se trouve au sixième étage en dessous d'une salle de conférence, d'un théâtre et d'un hall d'exposition. Dans la partie haute de la flèche principale devait se situer une salle entièrement consacrée aux présidents américains et décorée de vitraux, de fresques et de mosaïques d'environ 120 mètres de haut, et au sommet une étoile polychrome nommée « sphère à tout espace », dont la forme inspirée de celle de l'oursin peut être vue comme un écho de la croix surmontant habituellement les bâtiments de Gaudi. Cette « sphère » aurait offert à quelques dizaines de visiteurs une vue panoramique sur la ville. Le projet dans son ensemble comportait aussi des salles de bal et de spectacle, des galeries d'art et même un musée. 
Le projet de l'Hôtel Attraction aurait, s'il avait été réalisé, représenté un changement majeur dans la carrière de l'artiste  « l'image moderne de Gaudi serait sans doute très différente ». D'autres, tels que Carles Andreu, se plaisent à souligner le contraste entre la verticalité rectiligne de la cité de New York et l'aspect bombé du bâtiment de Gaudi : « c'eût été apporter la note féminine des arrondis gaudiens suprêmement élégants dans un monde masculin agressivement érectile ». Cependant, même si le projet n'a finalement pas abouti, les réflexions de Gaudi sur l'Hôtel Attraction ont pu être réinvesties dans la réalisation de la Sagrada Familia, son projet phare.

Croquis réalisés par Gaudi datés de 1908
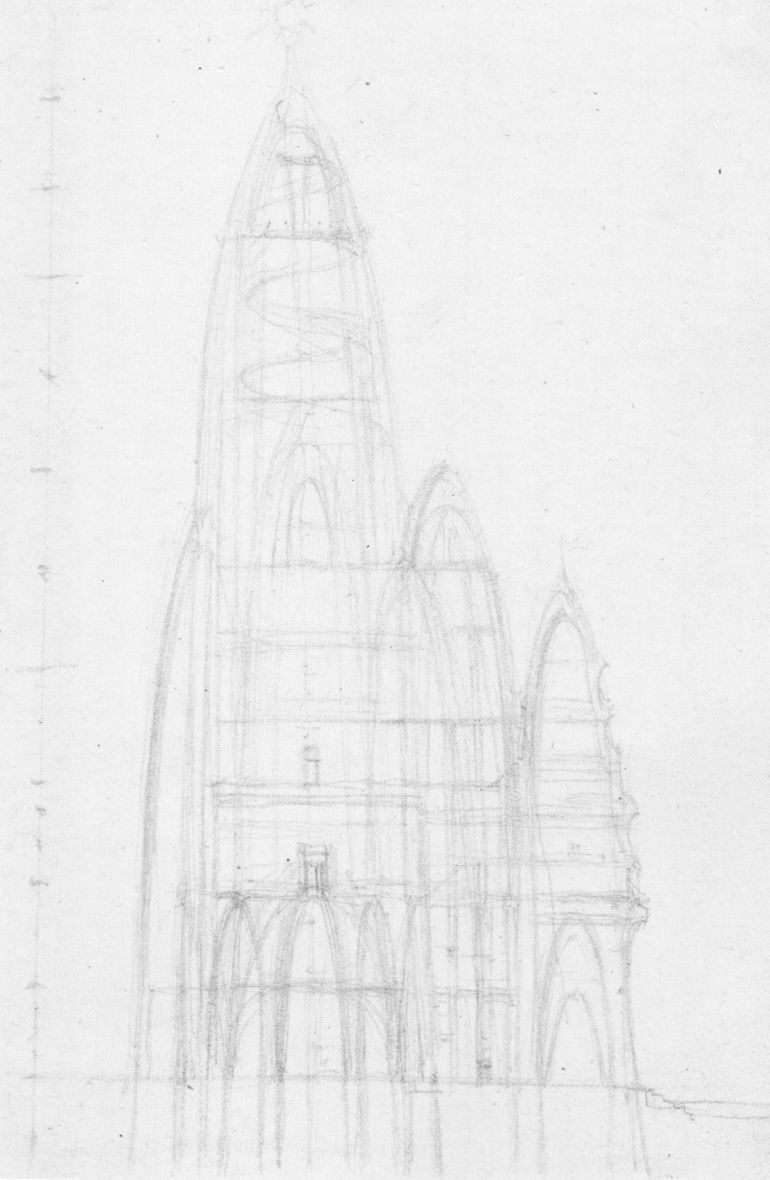
Coupe de l'Hôtel Attraction.
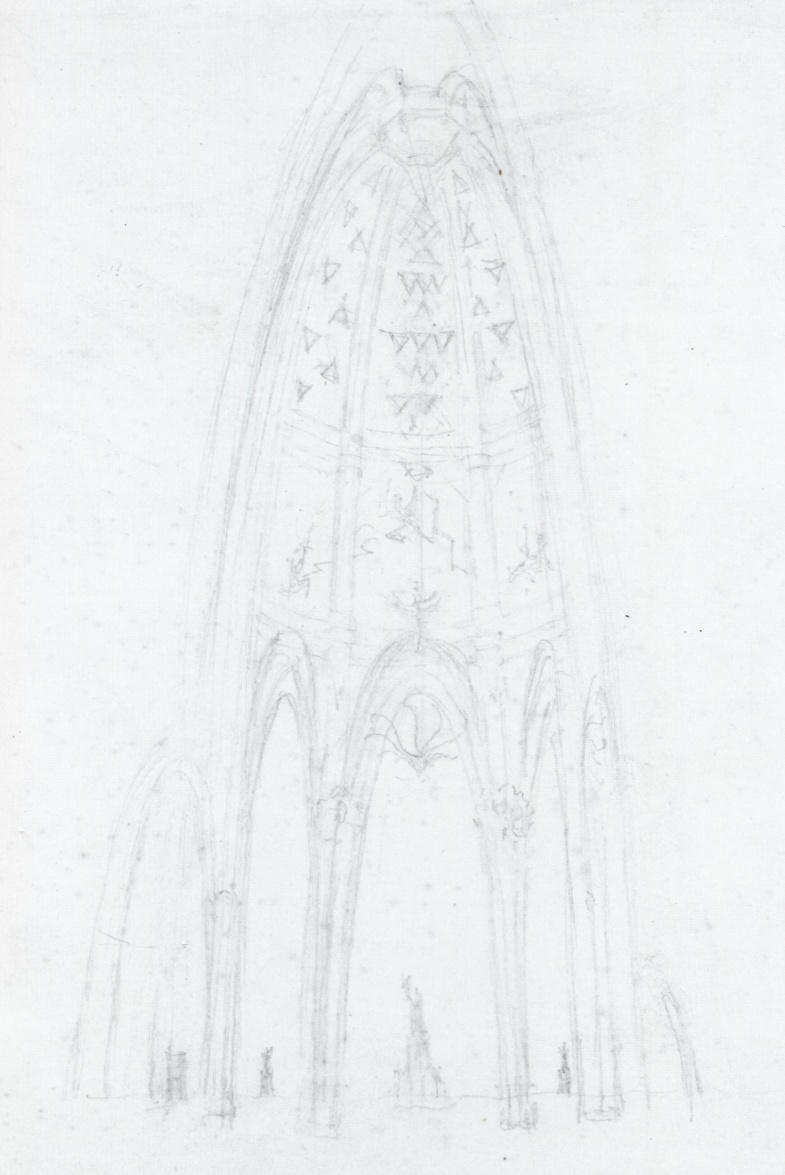
Salle destinée à honorer l'Amérique.
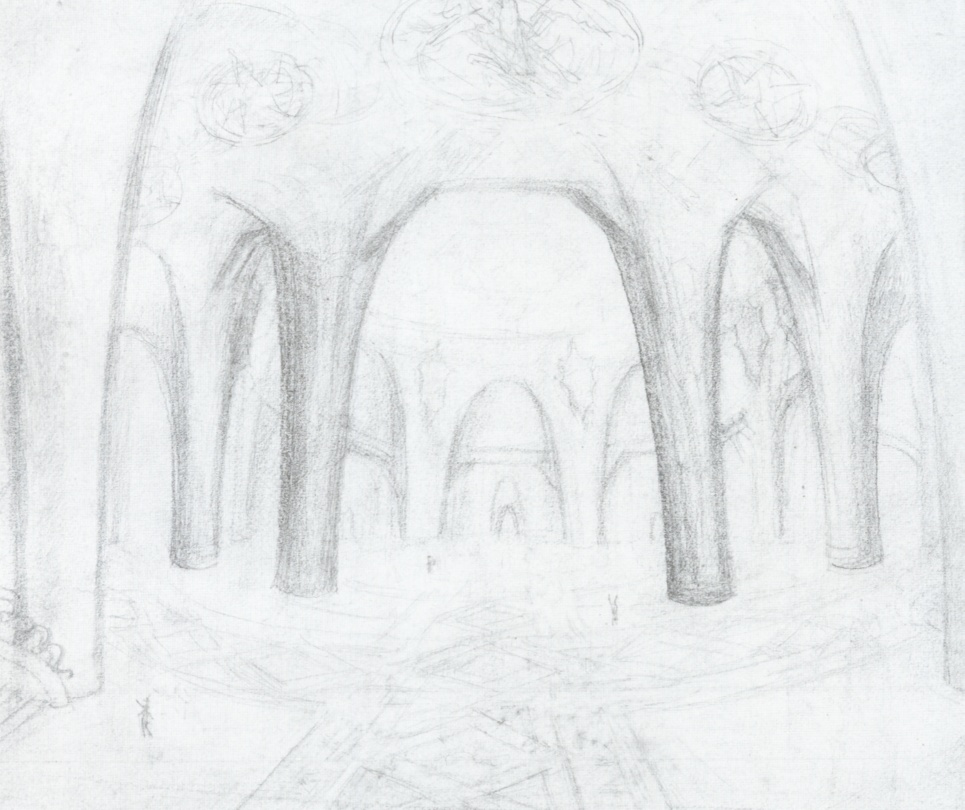
L'entrée du palace.

## Dans la culture populaire
- L'Hôtel Attraction apparaît complètement terminé dans l'épisode « De l'autre côté » de la série Fringe sous le nom de Grand Hôtel.